# Coralie Clément

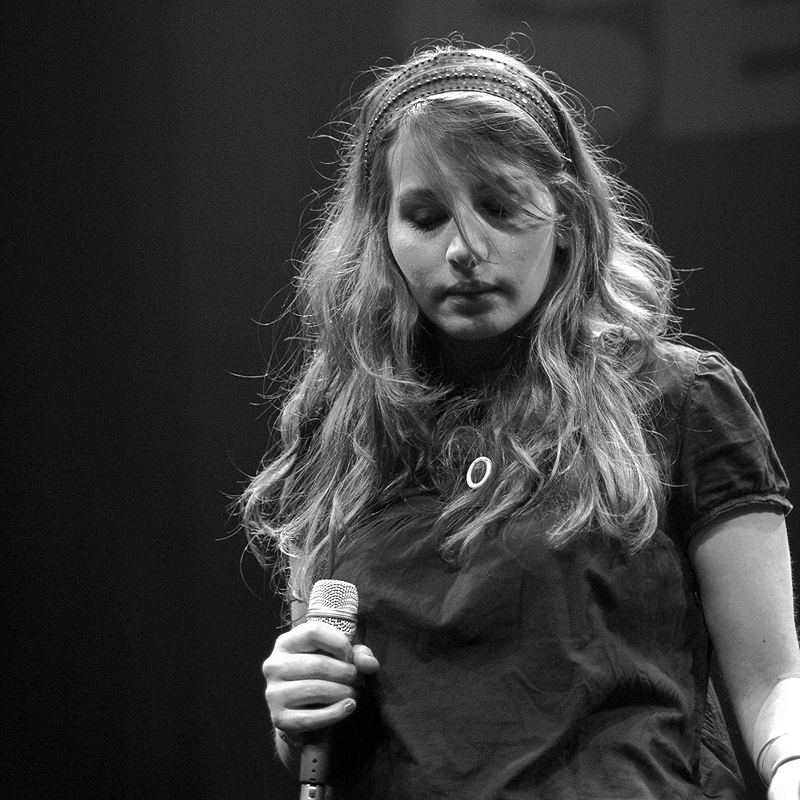
Coralie Clément in São Paulo (2009)

Coralie Clément (* 1. September 1978 in Villefranche-sur-Saône als Coralie Biolay) ist eine französische Sängerin.

## Biografie
Sie stammt aus einer Musikerfamilie. Ihr Vater war Klarinettist, ihr Bruder Benjamin Biolay ist ebenfalls Sänger und schrieb unter anderem für Henri Salvador. Mit sechs Jahren begann sie Geige zu lernen, gab es aber später auf. Ihre musikalischen Vorbilder sind Françoise Hardy, Jane Birkin und Serge Gainsbourg.
Ihr erstes Album, das ihr Bruder für sie geschrieben hat, nahm sie auf, während sie noch an der Universität Geschichte studierte. Sie sang das Titellied Dorénavant des Films L’Idole von Samantha Lang. Ihr Lied Lou war das Titellied einer Werbekampagne von Volvo.
Im Oktober 2013 hat sie unter ihrem Geburtsnamen und zusammen mit der deutsch-dänischen Designerin Gesa Hansen ein Kinderhörbuch unter dem Titel Iris a 3 ans veröffentlicht. Ihr viertes Album La belle Affaire wurde wieder unter ihrem Künstlernamen veröffentlicht.

## Diskografie
- Salle des pas perdus (2001)
- Bye Bye Beauté (2005)
- Toy Store (Oktober 2008)
- Iris a 3 ans (Oktober 2013). Kinderhörbuch (als Coralie Biolay, mit Gesa Hansen)
- La belle affaire (Oktober 2014)